# Großes Moor bei Gifhorn
Großes Moor bei Gifhorn este o arie protejată (sit de importanță comunitară — SCI) din Germania întinsă pe o suprafață de 2.630,34 ha, integral pe uscat.

## Localizare
Centrul sitului Großes Moor bei Gifhorn este situat la coordonatele 52°34′19″N 10°38′49″E / 52.5719°N 10.6469°E.

## Înființare
Situl Großes Moor bei Gifhorn a fost declarat sit de importanță comunitară în ianuarie 2005 pentru a proteja 2 specii de animale.

## Biodiversitate
Situată în ecoregiunea atlantică, aria protejată conține 8 habitate naturale: Lacuri și iazuri distrofice naturale, Pajiști umede nord-atlantice cu Erica tetralix, Pajiști uscate europene, Formațiuni ierboase bogate în specii de Nardus, dezvoltate pe substraturi silicioase în zone montane (și în zone submontane, în Europa continentală), Pajiști cu Molinia pe soluri calcaroase, turboase sau argilos-nămoloase (Molinion caeruleae), Mlaștini oligotrofe degradate, capabile încă de regenerare naturală, Mlaștini turboase de tranziție și turbării mișcătoare, Mlaștini împădurite.
La baza desemnării sitului se află mai multe specii protejate:
- mamifere (1): vidră de râu (Lutra lutra)
- nevertebrate (1): libelule (Leucorrhinia pectoralis)

Pe lângă speciile protejate, pe teritoriul sitului au mai fost identificate 3 specii de plante.